# Сербинівці

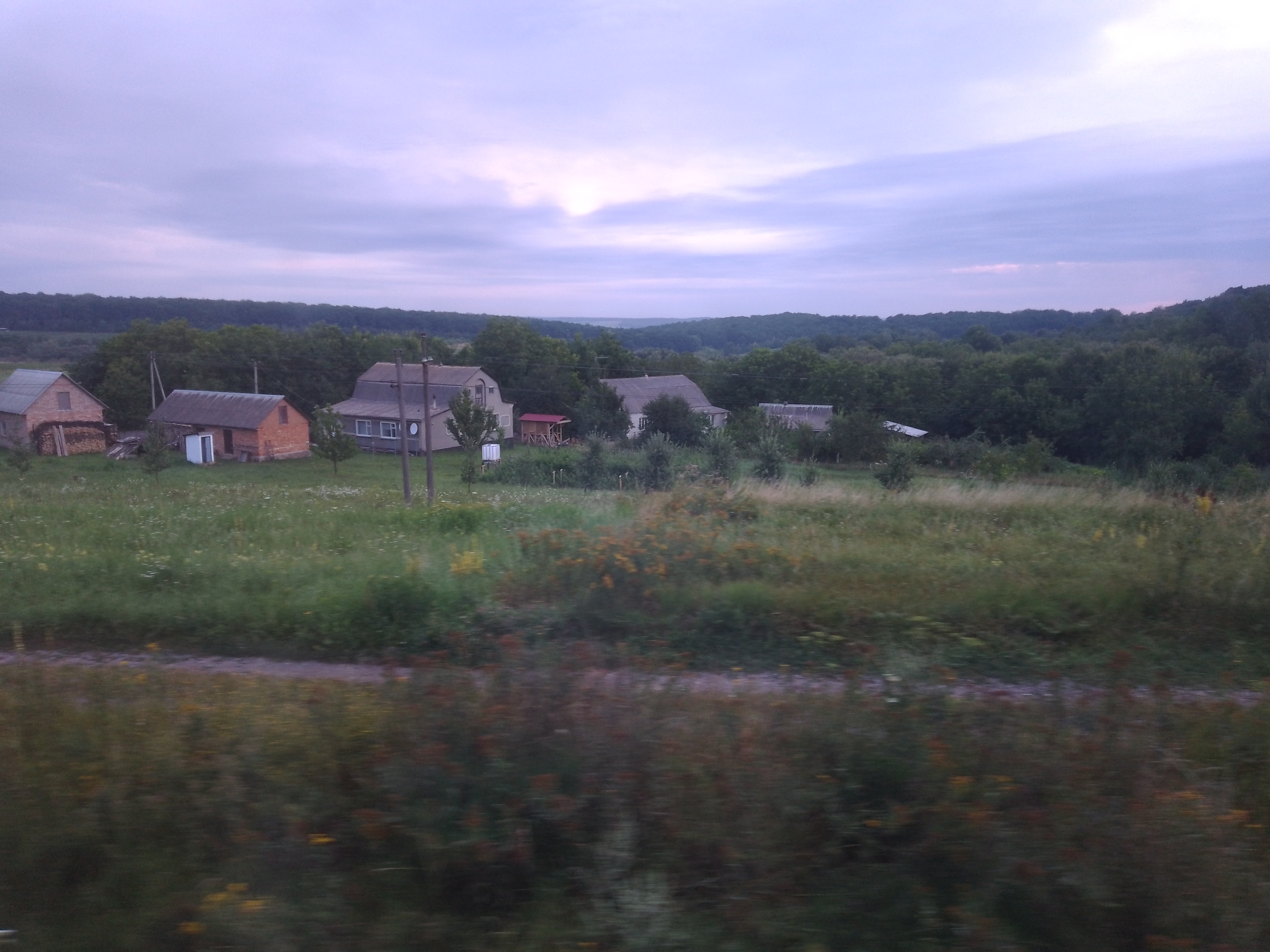
Село Сербинівці

Серби́нівці — село в Україні, у Северинівській сільській громаді Жмеринського району Вінницької області.
Село засновано братами Сербками, вихідцями із Сербії. Серед місцевих мешканців також поширена назва села «Сербини» (сербською мовою — «люди із Сербії»).

## Історія села Сербинівці

### Передісторія
До заселення братами Сербками (сербами) село мало назву Кумановка і знаходилось не на теперішнім місці розташування, а біля річки Рів, поблизу села Северинівки. З переказів, люди покинули житла після розорення і спустошення чужинцями. Великий лісовий масив, що йшов від річки Рів до річки Думка, служив природною перешкодою від нових спустошень, селились переселенці на території, що носить назву «Бутвин», поближче до річки, а можливо, і через річку. Рік заселення встановити важко, ймовірно, що то був час панування литовських князів — середина або кінець XVI ст.

### Польський період
Попереднє поселення обезлюдніло, опустіло. Наприкінці XVI ст. Барський староста Гольський (територіальне підпорядкування) віддає під заселення запущену Кумановку братам Сербкам, вихідцям із Сербії — Радулу, Мілошу, Федору, Івану, Івашку і Римику. У 1591 році король Польщі гарантував їм ці володіння на все життя. Одного із Сербків звали Радулом, за його іменем село й стали називати Радуловцями. Нова назва не влаштовувала всіх вихідців із Сербії, тож її змінили після смерті Радула Сербина на Сербинівці.
|                                            | У 1604 році по смерті Радула Сербіна, село пожаловано в якості вимороченного (відсудженого) старості Бара Гольському, але залишалося в руках Сербков. У 1613 році видається нове пожалування на дві частини Сербинівці, виморочені після Радула — Дмитру Милошу з синами, а третя залишається у власності Миколая, Симона й Якова, синів Йвана, Федора й Гринка, «за всією вірогідністю Сербков, які потім виступають з прізвищем Сербиновських», як володарі села. |
| — (М. Грушевський «Барське старостатство») | |

|  | Крім них дедичами в Сербинівцях у XVII ст. були Івашківські, Олторжевські, набувші ділянки в Сербинівцях шляхом шлюбів. |

Усі вони входили до складу Барського старостатства. Шляхта Сербиновець була небагато чисельна, і вона за своїм складом підходила ближче до польської привілейованої шляхти, ніж до Барської залежності.
В люстрації перепису 1615 року Сербинівці цілком залежали від Барської адміністрації. У 1716 році Сербинівці отримали від польського короля Любомирського звільнення від повинності на користь Барського замку. На цій основі вони не визнавали Бар своїм господарем. Під час турецької окупації села (Бучацький трактат, з 1672 по 1699 рік)
пани Сербинівські емігрували до Польщі і ще більше окатоличились. Цим вони заслужили прихильність до себе короля Ю. Любомирського.
Потім представники Любомирських як не намагалися в судах довести, що ця любертація (звільнення) тимчасова і вона відноситься до того часу і тих, хто тоді її отримав, проте довести цього не змогли.
Сербинівська шляхта вийшла з підпорядкування Барського старостатства. Якщо у 1733 році за переписом вони ще значились за Баром, то у 1739 році їх уже не було. Не згадується про них в уступчивому записі 1759 року.

### Період підпорядкування Росії
У 1727 році збудовано дерев'яну церкву Архістратига Михаїла. Парафія була греко-католицькою, у 1795 році її приєднали до православ'я, у 1866 році будівля згоріла, в тому ж році збудували нову. Весь дубовий матеріал на церкву пожертвувала поміщиця Марія Орловська. Будова коштувала 5500 рублів золотом. Тоді ж при церкві побудували приміщення церковно-приходської школи. 10-й народний перепис населення Росії (1857—1859) показав суцільну неграмотність у селах. Лише священнослужителі і волосні писарі були письменними. Розвиток капіталістичних відносин, пов'язаних з розширенням цукроварного, спиртового виробництв, застосування парових машин та будівництво залізниці і прозріння передових людей Російської імперії змусили царя та його оточення вплинути на поміщиків і церкву: більшість шкіл в селах району були відкриті за кошти місцевих поміщиків і громади. Звідси й назви — церковно-приходські.
В період масової руйнації церковних храмів, а саме у 1934 році, церкву зруйнували. Будівельні матеріали з неї пішли на спорудження семирічної школи, яку звели у 1935 році. Директора школи Войцехівського було репресовано. За віру в період репресій 1930–1938 років постраждало п'ять священиків: Бондар Василь Терентійович, 1896 року народження, с.Гаврилівці Жванецького району Вінницької області, українець, священик с. Слободи-Межирівської і с. Сербиновець, заарештований 23 листопада 1932 року. Постановою Особливої наради ДПУ УРСР від 4 березня 1933 року за ст. 54-10 Кримінального Кодексу УРСР засланий до Сибіру на 3 роки. Подальша його доля невідома. Реабілітований Вінницькою обласною прокуратурою 27 листопада 1989 року.
З архівів ВЧК, ДПУ, НКВС, МБД, КДБ. З благословення архієпископа Макарія. Після зруйнування у 1934 році церкви парафіяни змушені були понад 60 років відвідувати сусідній храм у селі Межирові. Відспівують померлих півчі села, яких згуртувала Мельник Тетяна. Тут співають Кмітюк Єлизавета, Васильєва Людмила, Слободянюк Ліда, Холод Лукія, Гончар Ганна. На кошти жителів села, з ініціативи віруючих, особливо Михайла Григоровича Олійника, виконкому сільської ради і місцевого господарства, спонсорів у 2000 році розпочато будівництво нового храму в центрі Сербиновець, поруч з пам'ятником загиблим воїнам у 1941—1945 роках.

### Сербинівці у Другій світовій війні

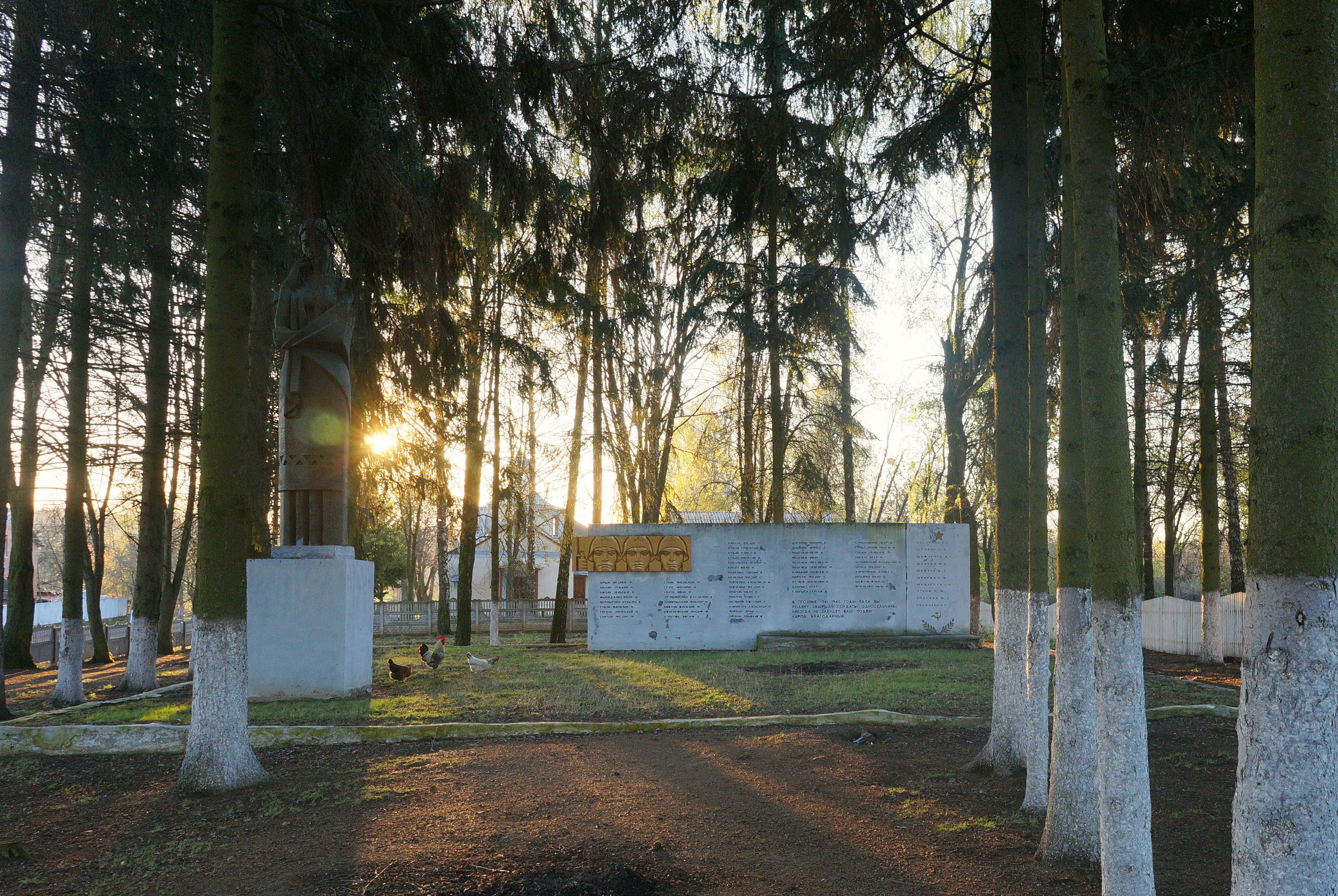
Пам'ятник 61 воїнам-односельчанам, загиблим на фронтах ВВВ

У роки Німецько-радянської війни 1941—1945 років загинув 121 воїн із Сербиновець, розграбовано майно, худобу і транспорт колгоспу. Діяло гетто, куди нацисти насильно зганяли євреїв для компактного мешкання. Вивезено до Німеччини на роботи 77 жителів, з них — 64 дитини, 7 жінок, 6 чоловіків. У 1942 році на перегоні між з.п. Стодульці в кривій до станції Сербинівці народні месники пустили під укіс німецький військовий ешелон. У цей час село підпорядковувалось німецькій окупаційній владі Гебельскомісаріату, що знаходився у Літині. На станції Сербинівці для охорони залізничної колії та станції у казармі розмістили військову варту, але таких диверсій більше не було.
У приміщенні школи на першому поверсі німці розташували свою конюшню. Після Сталінградської битви, розповідали учасники окупації, військовий дух і настрій окупантів підупав. А в березні 1944 року вони із технікою безперервно відступали на захід по Барському шосе. Штурмова авіація бомбила відступаючі німецькі війська, тому на шосе й обабіч вони залишали награбоване, техніку і спішно відступали. Після взяття радянськими військами вузлової станції Жмеринка німецька авіація продовжувала авіанальоти на станцію і місто. Залізничники, як тільки станцію Сербинівці залишили німецькі військові, почали ремонтні роботи полотна, з'єднували розірвані ділянки, відновлювали рух поїздів.
Станція Сербинівці мала багаті запаси води, тут паровози дозаправлялися нею і продовжували рух на захід. У цей період залізнична станція вела великий обсяг навантажувально-розвантажувальних робіт, оскільки Жмеринський залізничний вузол потребував відновлення і був перевантажений. Рух військових ешелонів, техніки з людьми щоденно зростав. Залізничники працювали цілодобово, часом без їжі та сну. Західний напрямок залізниці став основним у військовому, економічному, політичному та інших відношеннях. Залізнична магістраль забезпечувала безупинний рух в обох напрямках. Після звільнення на другий-третій день військкомат розпочав мобілізацію військовозобов'язаних для поповнення наступаючої армії. Чоловіки, які не підлягали мобілізації, разом з жінками і підлітками готувались до весняної сівби. Коні, вози, що залишились від окупантів, пішли в обоз нашій армії услід за фронтом. Тому весна 1944 року була однією з найважчих: запирієне поле, в парокінні плуги впрягали корів й коней, насіння засівали вручну, Селяни відновлювали господарство колгоспу, ремонтували школу, з тривогою чекали повідомлень з фронту від своїх близьких і знайомих. Перемогу 9 травня 1945 року святкували зі сльозами на очах. Похоронки, що їх отримали в окремих сім'ях, затуманили радість зустрічі з фронтовиками та цю святу подію. Кривавою дорогою до Карпат і в Європу 121 воїн села віддав своє життя на жертовник перемоги, а ті, хто повернувся з фронту, до останнього свого подиху пам'ятали бойові дороги і ціну Перемоги. Вдячні односельці спорудили пам'ятний обеліск загиблим. 9 Травня щорічно сходяться сюди люди і поминають колишніх визволителів, відзначають велику день пам'яті нашої історії.

### Походження прізвищ, родовід села
Про родовід села, освоєння лісових масивів, свідчать місцеві прізвища. Дійшли вони з глибини віків.
Підгаєць — напевно жив поблизу гаю (рідкого лісу),
Шпак — лісовий птах,
Ремези і Сорокопуди — теж птахи лісу,
Шпирки — маловживаний старовинний синонім до "шкварки"(+ треба дослідити походження з села Шпирки, що біля Бару),
Лукови — від здоленку, луку,
Холоди — від поселення на вітровому прогоні,
Гончарі, Ковалі, Слюсарі — сільські умільці (від Слюсарів і назва вулиці Слюсаревська),
Подоляки — від пониззя (подолу),
Кмітюки — за кмітливість,
Кичманюки — від турецької шапки кучми,
Слободянюки — тимчасово звільнені від повинності,
Левченки — від імені Левко, а саме від повнолітнього сина Левка,
Степури — від степу,
Крикуни — від гучної мови,
Ставнійчуки — від конської стайні,
Висідалки — висиджувати, вичікувати,
Мельники — від помелу зерна на борошно,
Ковальчуки — від ковальської справи,
Коденки — від кадужки,
Білики — від лісового звірка-білки,
Любчаки — самозакохані, з високо піднятими головами,
Гусаки — гордовиті.
12 червня 2020 року, розпорядженням Кабінету Міністрів України № 707-р «Про визначення адміністративних центрів та затвердження територій територіальних громад Вінницької області», село увійшло до складу Северинівської сільської громади.
19 липня 2020 року, в результаті адміністративно-територіальної реформи та ліквідації Жмеринського району (1923-2020), село увійшло до складу новоутвореного Жмеринського району.

## Географія

### Місцеві топоніми
Розширення орного поля йшло за рахунок вирубування лісу і від того, кому воно належало, закріплювались назви: Зубове поле, Зубова криниця, Висідалкове. Від рельєфу місцевості пішли назви «Гірні»(кар'єри), «Сафатова гора», «Шеметів», «Крива виямка» — від полотна залізничної колії, «Чорний ліс» — грабовий, «Дубинка» — дубовий, «Стінка» — урочище над річкою Рів проти с. Северинівка, «гедзове море» — невеликий ставок, біля нього жили Гедзи. На річці Думці колись стояв Головченський млин, у лісовому урочищі переховувався Устим Кармалюк, з того часу залишилась назва «Страхівка». У минулому містечко Межирів було великим торговим центром всієї округи, до нього з Бару йшла дорога через с. Сербинівці. Центральна вулиця отримала назву Барської. Проходить вона через усе село. Розширення села відбувається за рахунок станційного поселення та східної частини. Його протяжність 4 кілометри із заходу на схід та 2 кілометри із півдня на північ. Від колишнього Сармадського моря у цій місцевості залишились його рештки у вигляді білого черепашкового каменю (вапнякові відклади). Вони тягнуться вздовж берегів річок Рів і Думка. «Левада» — поле біля урочища «Шеметів» відмежовувалось кам'яним стовпом, який закопаний між панським і селянським полем, «Адамова долина» відмежовує стодулецькі поля від сербинівських.

### Транспортне сполучення

#### Автодороги
До Сербиновець веде декілька другорядних автошляхів.

#### Залізничне сполучення
Станція Сербинівці розташована на магістральній двохколійній електрифіковані залізниці напрямку Жмеринка — Львів. У Сербинівцях зупиняються приміські та регіональні поїзди у напрямку Жмеринки і Хмельницького.

##### Напрямки приміського сполучення
На станції Хмельницький (Гречани) можна пересісти на приміські поїзди в бік Кам'янця-Подільського, Підволочиська, Старокостянтинова, Шепетівки.
На станції Жмеринка можна пересісти на електропоїзди, що прямують до станцій:
- Могилів-Подільський (через Бар, Копай, Котюжани, Вендичани)
- Козятин I чи Київ (через Браїлів, Гнівань, Яришівка, Вінниця, Сосонка, Калинівка, Гулівці)
- Вапнярка (через Жуківці, Митланівка, Ярошенка, Бушинка, Рахни, Шпиків, Журавлівка)

##### Проїзд до крупних станцій приміськими поїздами
- Жмеринка 20 хв., 20 км
- Хмельницький 1 год. 25 хв., 79 км
- Гречани (пересадочний вузол у м. Хмельницький) 1,5 год., 86 км
- Кам'янець-Подільський 4 год., 192 км
- Старокостянтинів I 3 год., 138 км
- Шепетівка (через Гречани) 4 год., 208 км
- Волочиськ, Підволочиськ 2,5 год., 134, 140 км
- Вінниця 1,5 год., 66 км
- Вапнярка 2 год., 101 км
- Могилів-Подільський 3 год., 134 км
- Козятин I 2,5 год., 131 км.

## Промисловість

### Виробки і штольні
Трагічні сторінки пов'язані з використанням підземних виробок і штолень. У період окупації 1941–1944 років у них ховалась молодь, яку німці вивозили до Німеччини як безкоштовну робочу силу. В голод 1947 року, коли люди на дахах і платформах вагонів везли із Західної України у мішках пшеницю, фрукти, квасолю, грабіжники чіпляли до мотузки гак, прив'язували її до дерева і закидали на прохідні ешелони, стягуючи з них мішки, а часом і людей. Свою здобич грабіжники ховали в штольнях. Після цих подій входи до штолень завалили, а частину з них завалив невблаганний час.

### Вапняковий камінь, його видобуток і використання
Протягом тривалого часу у селах Сербинівці, Слобода-Межирівська велася промислова розробка й видобуток білого вапнякового каменю. Добутий камінь відправляли на спеціальну платформу станції Сербинівці, а з неї — на цукроварні заводи України.
Гірничі роботи велись відкритим способом, а також підземним — через штольні. Вздовж лісу, що тягнеться з північного боку залізниці до зупинки «Дубки», трапляються провалля землі, як після розривів бомб чи потужних снарядів. То провалюється земля у підземні виробки каменю, у штольні, з яких камінь вивезли назовні. На 17-му кілометрі, біля залізниці, добували камінь відкритим способом. Підривні роботи проводив Білан Ілля Федорович, склад вибухівки цілодобово охороняла варта з вогнепальною зброєю. Вздовж кар'єру була прокладена вузькоколійна залізниця, по якій вагонетками відвозили породу на берег річки Думки. З насипів і відвалів породи утворились химерні краєвиди. З часом вони поросли березою та вербою. Один із них, що, виступаючи у русло річки, височіє над всіма, назвали «Марьин утёс» — улюблене місце відпочинку дітей і дорослих.
Підривні роботи в кар'єрі велись до глибини 30-40 метрів. Такі потужні поклади покрову морських молюсків залишило тут колишнє Сармадське море, а час перетворив їх у затверділий вапняковий камінь. Видобуток каменю припинили через близькість проходження полотна залізниці і можливих земляних зсувів у бік річки. Проектуючи і будуючи цю ділянку залізниці, будівельники свого часу зміцнили її значним кам'яним укріпленням шириною в 10 метрів, висотою 4-5 метрів, а довжиною 150—200 метрів. Добутий камінь із сивої давнини йшов на будівництво житла, хлівів та льохів. Сільські умільці — муляри призвичаїлись знаходити у кожнім уламку лицьовий бік каменю. Клали його ззовні стіни, черговий підбирався за своїм місцем, пустоти заповнювались уламками, розчином піску і вапна, у гірших випадках йшли глина та пісок. Споруджений будинок штукатурили, виділяючи пілястрами його окремі частини. Будівлі мали привабливий вигляд, були ошатні, зручні й теплі, вони значно дешевші за споруди з цегли. У селі 70 % будівель зроблені саме з такого каменю.

### Колгосп ім. Димитрова
Колективне сільськогосподарське підприємство організувалось в 1927 році. В цей період 10 найзаможніших селянських дворів були піддані розкуркуленню, їх сім'ї вислані з села. Серед них сім'ї Мізюків, Ковалів, Сапригів, Любчаків та інші. Із заяви священика І. Н. Хмельовського окружному прокурору в 1930 році дізнаємося, що селяни масово стали писати заяви про свій вихід з колгоспу. За три роки усуспільнення своєї землі, тягла і реманенту в колгосп вони переконалися в перевазі індивідуальної власності, але прес сталінських репресій робив свою справу. Селянин змащував парокінний плуг, культиватор, борони солідолом, ховав їх у клуні під солому з надією, що колись буде господарювати самостійно, й повертався до колгоспу. Хто перечив властям, отримував статус «індуса» (індивідуала). Йому на сім'я наміряли 0,15 га землі, решту оборювали плугом, і він не мав права її переступати. Сибір і борозни робили свою чорну справу. А тут, ще «викачка» останнього зерна зі схованок селян «комбідом» (комітетом бідноти) призвели до голодомору 1933 року. З голоду в селі померло 147 чоловік, з них 33 дітей. У великих муках народжувалось колективне господарство. Селяни, втративши землю, коні та інше майно, вкладали своє сумління у колективне, сподіваючись на поліпшення життя. До початку війни господарство розвивалось динамічно. У післявоєнний період за різних керівників — по-різному. Добро згадку про себе залишили голови колгоспу: Федір Семенович Захарченко — путіловський робітник з Петрограду. Його, як й інших 25000 робітників, було направлено в сільське господарство для допомоги селу.
У Сербинівцях заслужив на велику повагу Михайло Васильович Соснов.
У колгоспі ім. Димитрова виростили чимало керівників середньої ланки. Завідувача тваринницької ферми Василя Опанасовича Ставнійчука було обрано головою колгоспу в селі Рів. Колгоспну свиноферму називали за прізвищем завідувача Федора Ремеза. Саме він розбудував приміщення, подбав про ставки біля ферми, створив сприятливі умови праці для людей, а свиноматки тут приносили найвищі опороси в районі. Овочева бригада Івана Герасимовича Любчака завжди відзначалася високою рентабельністю. На її базі працював засолювальний пункт на станції Сербинівці.

## Уродженці села
- Юрій Клен —. Як свідчать нещодавно віднайдені метричні дані, видані на реєстрацію і хрещення в Лютерансько-Євангелівській Консистенції міста Жмеринки, за підписом і печаткою пастора М. Гесса, тут зроблено запис про народження 22 вересня — 4 вересня 1891 року Освальда-Еккарда Бурґгардта, також Бургардта (нім. Oswald-Eckard Burghardt. З новонародженого первістка німецької сім'ї з часом виросте знаменитий український поет, перекладач, літературний критик Юрій Клен, близький друг Максима Рильського, Миколи Зерова, Павла Филиповича, Михайла Драй-Хмари — члени знаменитої п'ятірки «неокласиків».;
- Олійник Михайло Миколайович — новатор сільськогосподарського виробництва. Після закінчення Львівського зооветеринарного інституту з 1956 р. працював у Сторожинецькому районі на Буковині. Обирався депутатом Чернівецької обласної Ради депутатів трудящих. Кавалер ордена Леніна. Заслужений зоотехнік України. Удостоєний золотої і срібної медалей ВДНГ.
- Зозулєв Андрій Никифорович — український радянський діяч.